# Потапов, Ярослав Владимирович
Ярослав Владимирович Потапов (род. 1 июля 1999 года) — российский пловец. Участник Олимпийских игр 2016 года. Чемпион России 2016 года. Мастер спорта России международного класса (2016).

## Карьера
В 2015 году Ярослав завоевал серебряную медаль первенства Европы по плаванию на открытой воде в Тенеро на дистанции 5 км, победил на Первенстве России по плаванию на открытой воде на дистанции 5 км и чемпионате России 2015 года по плаванию на короткой воде на дистанции 1500 м вольным стилем.
На чемпионате России 2016 года он одержал победу на дистанции 1500 метров вольным стилем с выполнением квалификационного норматива на Олимпийские игры в Рио-де-Жанейро. При этом Ярослав побил юношеский рекорд России, принадлежавший Юрию Прилукову, установленный ещё в 2002 году (15.03,61 против 15.03,88). На Олимпиаде в Рио занял 14 место в предварительном заплыве, не попав в финал.